# Адріана Руано
Адріана Руано (ісп. Adriana Ruano Oliva; 26 червня 1995, Гватемала) — гватемальська стрільчиня, олімпійська чемпіонка 2024 року.

## Виступи на Олімпіадах
| Олімпіада  | Дисципліна | Місце |
| ---------- | ---------- | ----- |
| Токіо 2020 | трап       | 26    |
| Париж 2024 | трап       | 1     |

## Зовнішні посилання
- Адріана Руано на сайті ISSF (англійська)
- Адріана Руано на сайті Olympics.com (англійська)
- Адріана Руано на сайті Olympedia (англійська)